# Kevin Geniets
Kevin Geniets (* 9. Januar 1997 in Esch an der Alzette) ist ein luxemburgischer Radsportler.

## Werdegang
Als Junior wurde Kevin Geniets luxemburgischer Meister im Cyclocross und gewann 2015 auch den Titel im Einzelzeitfahren. Zudem gewann er im Jahr 2014 eine Etappe der Oberösterreich Juniorenrundfahrt.
Mit dem Wechsel in die U23 wurde Geniets 2016 zunächst Mitglied beim französischen Radsportverein Chambéry CF, mit dem er mehrere Erfolge bei Rennen des nationalen Kalenders in Frankreich erzielen konnte. Bereits in seinem ersten Jahr in der U23 gewann er die nationalen U23-Meisterschaften sowohl im Straßenrennen als auch im Einzelzeitfahren.
Zur Saison 2019 wurde Geniets Mitglied im neu gegründeten Groupama-FDJ Continental Team. Nachdem durch den Dopingvorfall um Georg Preidler ein Platz frei wurde, wechselte er bereits im März 2019 in das UCI WorldTeam von Groupama-FDJ. Im Jahr 2020 wurde er luxemburgischer Meister im Straßenrennen und löste Bob Jungels ab, der zuvor die Meisterschaften fünfmal in Folge gewonnen hatte.
In der Saison 2021 verteidigte Geniets seinen nationalen Titel im Straßenrennen, zusätzlich wurde er erstmals luxemburgischer Meister im Einzelzeitfahren. Er war Teilnehmer an den Olympischen Sommerspielen 2020 in Tokio und belegte im Straßenrennen den 37. Platz. Mit der Vuelta a España 2021 nahm er erstmals an einer Grand Tour teil und beendete diese auf Platz 85 der Gesamtwertung. In den Jahren 2022 und 2023 bestritt er die Tour de France, ehe er zu Beginn der Saison 2024 den Grand Prix Cycliste La Marseillaise gewann.

## Erfolge
2014

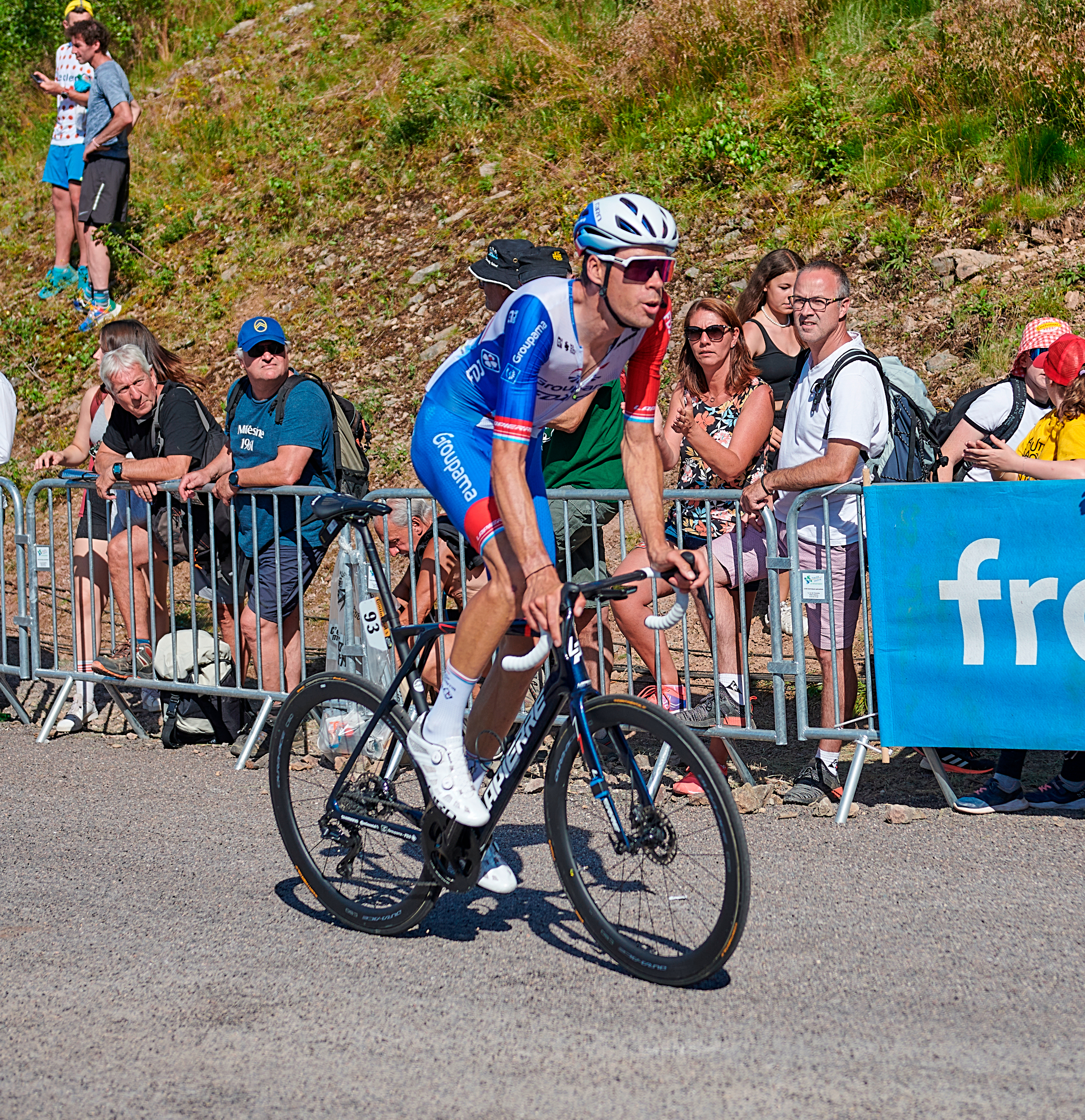
Kevin Geniets bei 7. Etappe der Tour de France 2022

- eine Etappe Oberösterreich Juniorenrundfahrt

2015
- Luxemburgischer Meister – Cyclocross (Junioren)
- Luxemburgischer Meister – Einzelzeitfahren (Junioren)

2016
- Luxemburgischer Meister – Straßenrennen (U23)

- Luxemburgischer Meister – Einzelzeitfahren (U23)

2019
- Luxemburgischer Meister – Einzelzeitfahren (U23)

2020
- Luxemburgischer Meister – Straßenrennen

2021
- Luxemburgischer Meister – Straßenrennen, Einzelzeitfahren

2024
- Grand Prix Cycliste La Marseillaise

## Grand-Tour-Platzierungen
| Grand Tour            | 2021 | 2022 | 2023 | 2024 | 2025 |
| --------------------- | ---- | ---- | ---- | ---- | ---- |
| Giro d’ItaliaGiro     | –    | –    | –    | –    | 33   |
| Tour de FranceTour    | –    | 47   | 41   | 58   |      |
| Vuelta a EspañaVuelta | 85   | –    | –    | DNF  |      |